# Forestiera hondurensis
Forestiera cartaginensis là một loài thực vật có hoa thuộc họ ôliu, Oleaceae, là loài đặc hữu của Honduras.